# Роулз (значення)
Роулз — це прізвище. Відомі люди з прізвищем включають:
- Едді Роулз (нар. 1951), англійський футболіст
- Джордж Роулз (1866—1922), міжнародний гравець Уельсу з регбі
- Джиммі Роулз (1918—1996), американський джазовий піаніст
- Джон Роулз (нар. 1947), новозеландський співак
- Мері Лора Чолк Роулз (1904—1996), канадський фізик
- Поллі Роулз, американська актриса
- Річард Роулз (нар. 1973), австралійський боксер
- Рональд Роулз, австралійський футболіст з регбі

| прізвище                    | прізвище                                            |     |
| --------------------------- | --------------------------------------------------- | --- |
| Оригінал мовою              | /Rowles/                                            |     |
| Фонетичні алгоритми (англ.) |                                                     |     |
| саундекс                    | R420                                                |     |
| Caverphone                  | RLS111                                              |     |
|                             |                                                     |     |
| Кельнська фонетика          | 7358                                                |     |
|                             |                                                     |     |
|                             |                                                     |     |
| Пошук сторінок              | які починаються з містять у Вікіданих • :посилання: |     |
| Роулз у Вікісховищі         |                                                     |     |
| П                           | прізвище                                            | WD: |